# Наукові праці ОНАЗ імені О. С. Попова
«Наукові праці ОНАЗ ім. О. С. Попова» — періодичний науковий збірник з телекомунікаційних систем та мереж, радіотехнічних пристроїв та засобів телекомунікацій, радіотехнічних та телевізійних систем, оптоелектронних систем, економіки транспорту і зв'язку, організації та економіки й управління підприємствами, що видається Одеською національною академією зв'язку імені О. С. Попова з 1933 року. У збірнику публікують результати дисертацій на здобуття наукових ступенів доктора і кандидата наук та їх апробацію.

## Редакційна колегія
Редакційна колегія проводить належне рецензування та відбір статей до друку у збірці Наукові праці ОНАЗ ім. О. С. Попова. Склад редакційної колегії збірки станом на 2014 рік:
| Професор Петро Воробієнко Професор Микола Захарченко Вадим Каптур Професор Анатолій Іваницький | Професор Віталій Балашов Професор Віктор Банкет Професор Юрій Буріменко Професор Олег Гофайзен | Професор Володимир Гранатуров Професор Анатолій Кадацький Професор Шаміль Курмашев Професор Іван Лісовий | Професор Василь Орлов Професор Іван Панфілов Професор Михайло Проценко Професор Євген Рудий | Професор Любов Стрій Професор Едуард Стукачов Професор Тамерлан Цалієв Професор Леонід Ящук |

Примітки:      — головний редактор         — заступник головного редактора          — члени Редакційної колегії

## Правила надання статей
До друку редакційною колегією приймаються наукові статті, які мають такі необхідні елементи, як постановка проблеми у загальному вигляді та її зв'язок із важливими науковими чи практичними завданнями, аналіз останніх досліджень і публікацій, в яких започатковано розв'язання даної проблеми і на які спирається автор статті, виділення невирішених раніше частин загальної проблеми, котрим присвячується означена стаття, формулювання цілей статті, виклад основного матеріалу дослідження з повним обґрунтуванням отриманих наукових результатів, висновки дослідження та перспективи подальшого розвитку у цьому напрямі. Для забезпечення вільного доступу до інформації про результати наукової діяльності вчених і фахівців, формування національних реферативних ресурсів наукові статті у збірник ОНАЗ ім. О. С. Попова надаються з реферативною інформацією. Остання надсилається до Національної бібліотеки України імені В. І. Вернадського.